# Pokoutník stepní
Pokoutník stepní (Eratigena agrestis) je pavouk patřící do čeledi pokoutníkovití (Agelenidae). Je rozšířen v Evropě, Asii a jako invazivní druh v Severní Americe, kde byl dlouho pokládán za nebezpečného pro člověka.

## Popis
Jedná se o velký druh pokoutníka, u něhož bylo pozorováno velké množství barevných variant i rozdílných velikostí. Délka těla samice činí 9,5 až 16,5 mm, samce 7 až 13,5 mm. Má žlutohnědou, poměrně mohutnou hlavohruď hruškovitého tvaru s bílým středovým pruhem a dvěma bílými postranními pruhy, oddělenými tmavšími podélnými proužky. Zadeček je šedohnědý, oválný, s výrazně dlouhými snovacími bradavkami a na hřbetě s nevýraznou kresbou v podobě světlejší střední pásky a skobovitých proužků; kresba je většinou výraznější u nedospělých jedinců. Na sternu centrální proužek tvarem připomínající číši. Nohy jsou světlehnědé až hnědé, obzvláště u samců dlouhé, bez proužků, pouze kyčel (coxa) a proximální část stehna (femur) s tmavými skvrnami. Stejně jako u ostatních druhů z čeledi Agelenidae se zde vyskytují jemné, těžko viditelné plumózní chloupky (vzhledově podobné peří). Samci mají zvětšené pedipalpy. Osm očí ve dvou řadách, přičemž vnější oči v horní řadě jsou o něco níže než prostřední pár očí.
Pokoutník stepní sdílí mnoho znaků se svými příbuznými z čeledi Agelenidae a identifikace bez prozkoumání jeho reprodukčních orgánů může být velmi obtížná i pro odborníky.

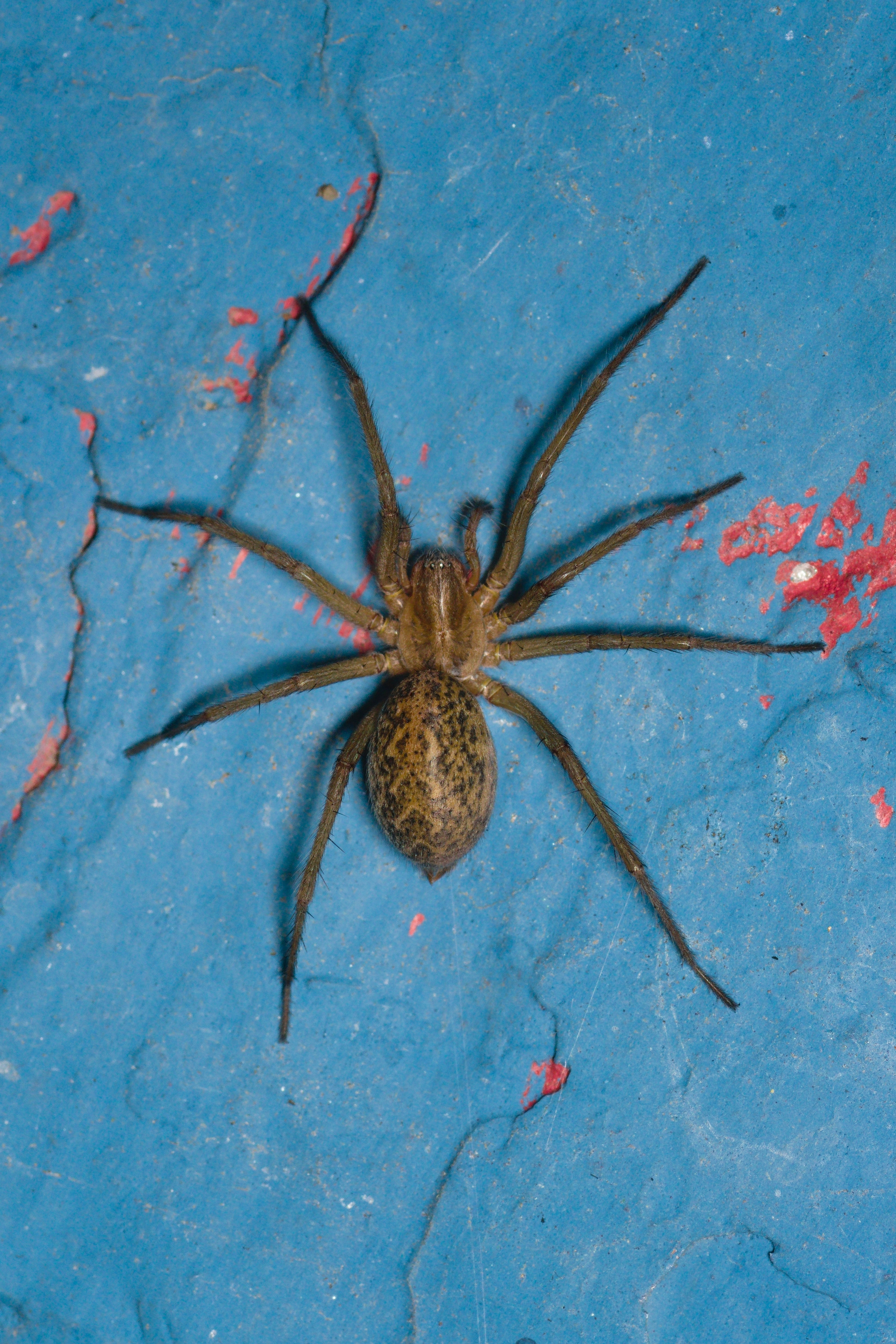
Samice

## Rozšíření
Jedná se o palearktický druh rozšířený v mírném a subtropickém pásu Evropy a ve Střední Asii, častěji v jižní Evropě. Na počátku 20. století byl zavlečen na severozápad USA (pravděpodobně připlul na některé lodi mířící do Seattlu), kde se pro něj vžilo anglické pojmenování „Hobo spider“. Vyskytuje se i v jižní Kanadě. V Británii byl poprvé zaznamenán v roce 1949 a v moderní době žije na území Anglie, Walesu a proniká i do Skotska. V České republice se jedná o středně hojný druh, roztroušeně žijící po celém území, zejména v nižších polohách a v teplejších oblastech.
Vyskytuje se na různých otevřených biotopech se sporou vegetací, nejčastěji na skalnatých stepích, suchých stráních, písčitých dunách a okrajích světlých lesů, kde se ukrývá mezi kameny, kusy dřeva a vegetací. Druhotně žije v pískovnách, lomech, podél železničních tratí a vzácně také v budovách; v Severní Americe je ale pokoutník stepní často synantropní, běžně osidluje hromady dřeva, zahrady, garáže, prostory pod budovami a zdi. Ve vnitřních prostorách jsou obvykle nacházeni na úrovni podlahy a ve vanách nebo umyvadlech, ze kterých se kvůli kluzkému povrchu nedokáží dostat.

## Způsob života
Jejich hustá plachtovitá síť je často pokrytá kusy detritu a zbytky potravy. Samotný pavouk je ukryt v pavučinové trubici, kde čeká na kořist spadnuvší do sítě, na kterou poté rychle zaútočí. Živí se malým až středně velkým hmyzem – mravenci, brouky a mouchami. Sami jsou pak kořistí zejména pro pokoutníka tmavého (Eratigena atrica), dále pro běžníka kopretinového (Misumena vatia), snovačku skleníkovou (Parasteatoda tepidariorum), kudlanky a kutilku americkou (Sceliphron caementarium).

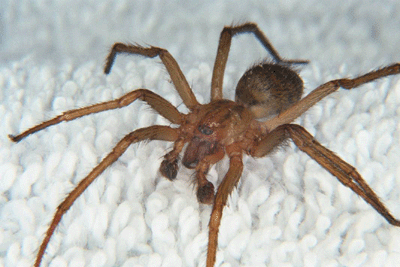
Samec

Páření, krátce po němž samci umírají, probíhá koncem léta či začátkem podzimu, na podzim pak samice ve svém úkrytu spřádá jeden až čtyři velké kulovité kokony obsahující i přes sto vajíček. Samice krátce poté obvykle hyne také. Kokon bývá připevněn ke spodní straně kamenů, k dřevu i jinde, a jeho svrchní vrstva je často obalena nečistotami a různými úlomky, což možná slouží jako prostředek k odrazení mravenců. Malí pavouci se líhnou koncem jara až začátkem léta. Délka života je značně ovlivněna klimatem, přičemž populace žijící v teplejších přímořských lokalitách dokončí svůj životní cyklus obvykle za rok a vnitrozemským populacím trvá dokončení cyklu až tři roky.
S dospělci se lze setkat od června do října.

## Údajné nebezpečí pro člověka v Severní Americe
Pokoutník stepní není agresivní a je nepravděpodobné, že by kousl, přesto je některými Američany považován za nebezpečného, protože má být jedovatější než v Evropě. Tento názor se objevuje od 80. let 20. století v médiích i lékařské literatuře; pavoučí jed má údajně způsobovat nekrózu. Neexistují ale žádné významné vědecké důkazy, které by naznačovaly, že tomu tak je, a celá řada vážných kousnutí pavoukem v USA byla nesprávně připisována pokoutníku stepnímu kvůli záměně s jinými druhy pavouků.

## Systematika
Druh byl poprvé popsán v roce 1802 přírodovědcem Charlesem Walckenaerem jako Aranea agrestis. V roce 1841 Walckenaer přeřadil tento druh do rodu Tegenaria. V roce 2013 pak byl rod rozdělen a pavouk skončil v rodu Eratigena.